# Giao thừa
Giao thừa là thời điểm chuyển tiếp giữa ngày cuối cùng của năm cũ sang ngày đầu tiên của năm mới. Đây là một trong những buổi lễ quan trọng trong tập quán, văn hóa nhiều dân tộc.
Theo "Hán Việt từ điển giản yếu" của Đào Duy Anh, "giao thừa" (chữ Hán: 交承) có nghĩa là "Cũ giao lại, mới tiếp lấy – Lúc năm cũ qua, năm mới đến" .
Vào dịp này, nhiều quốc gia phương Tây và phương Đông thường tổ chức bắn pháo hoa hoặc các lễ hội khác để chấm dứt năm cũ (tất niên) và đón mừng năm mới vào đúng thời điểm 0 giờ 0 phút 0 giây ngày 1 tháng 1 đối với Tết Dương lịch, đối với Tết Âm lịch, giao thừa là phút giây thiêng liêng lúc đêm 30 Tết (hoặc 29 Tết), lúc này khí tiết chuyển sang lập xuân, chính thức bắt đầu năm mới.

## Giao thừa

### Giao thừa Dương lịch

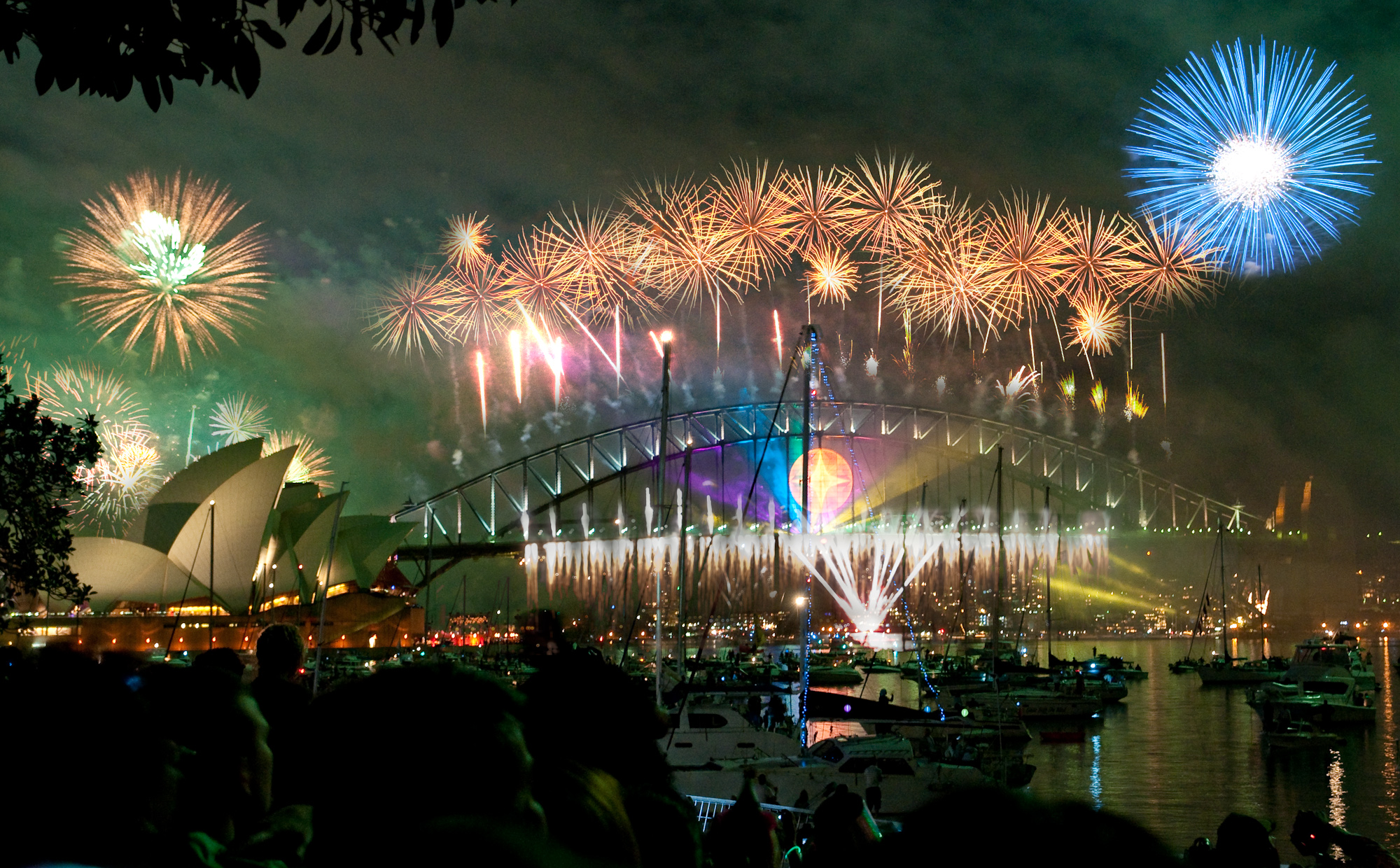
Pháo hoa đêm giao thừa mừng Tết dương lịch và năm mới tại Cầu Cảng Sydney, gần kề Nhà hát Opera Sydney, Úc. Theo đường đổi ngày quốc tế, quần đảo Line, vài đảo ở Polynesia và Úc, New Zealand là những nơi đón năm mới đầu tiên trên thế giới

Giao thừa (tiếng Anh: New Year's Eve) diễn ra vào ngày 31 tháng 12 là thời khắc chuyển giao năm cũ sang năm mới theo dương lịch.
Theo lịch phụng vụ Công giáo Rôma thì ngày 31 tháng 12 là lễ kính Giáo hoàng Sylvestrô (viết theo latinh là Sylvester) mất vào ngày này năm 335, nên tại nhiều quốc gia phương tây, ngày 31 tháng 12 hay giao thừa còn gọi là ngày Thánh Sylvester hay Silvester.
Bài hát "Auld Lang Syne" được hát theo truyền thống tại giao thừa ở Scotland và trên toàn thế giới, đặc biệt ở các quốc gia nói tiếng Anh.
Theo đường đổi ngày quốc tế, quần đảo Line, vài đảo ở Polynesia và Úc, New Zealand  là những nơi đón năm mới đầu tiên trên thế giới.
Tại Việt Nam, giao thừa cũng là một thời điểm được khá nhiều người dân quan tâm. Đặc biệt, bắn pháo hoa đêm giao thừa vào Tết Dương Lịch là một trong những sự kiện lớn được nhiều người quan tâm.

### Giao thừa Âm lịch

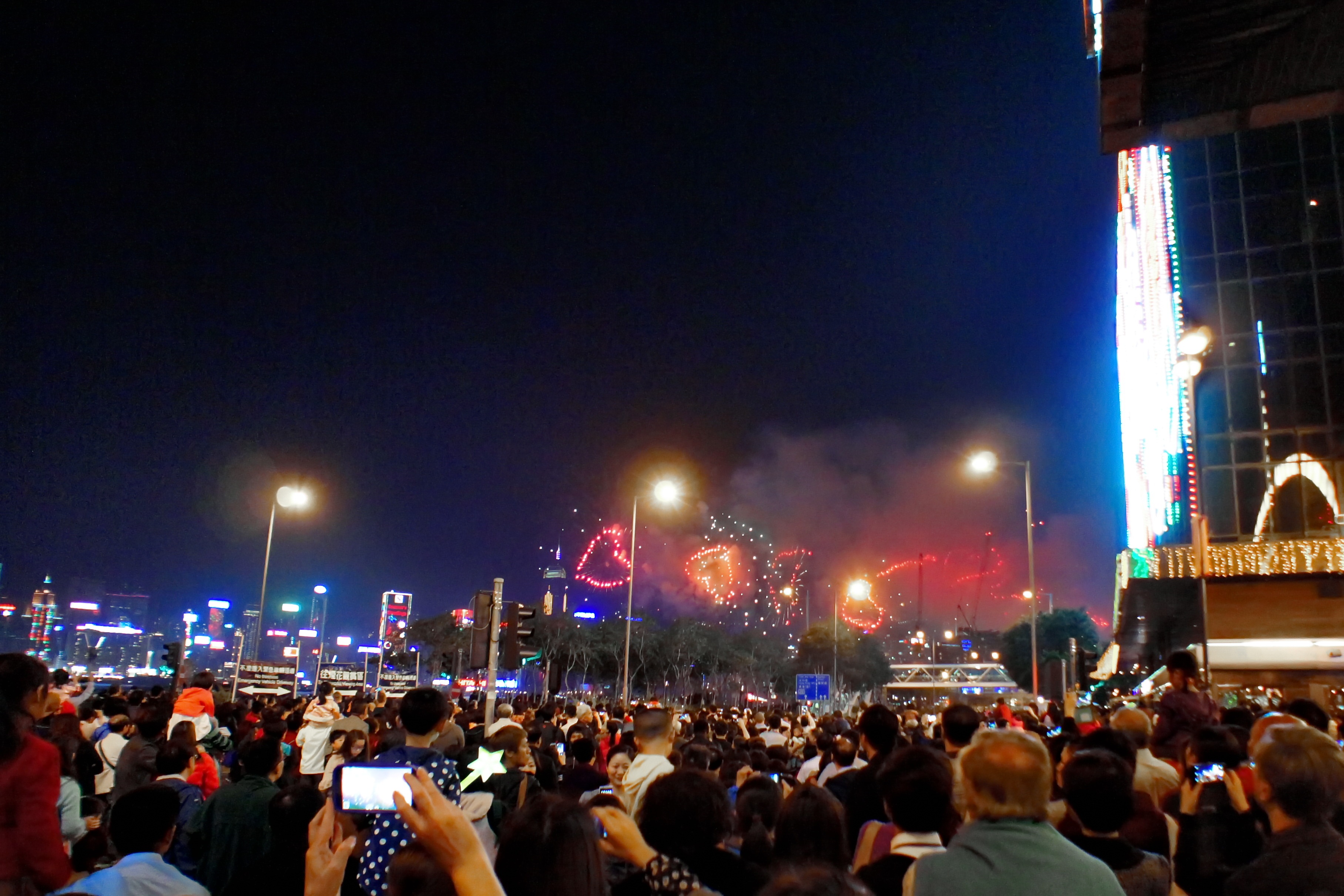
Đợi xem bắn pháo hoa vào giao thừa âm lịch ở Hồng Kông

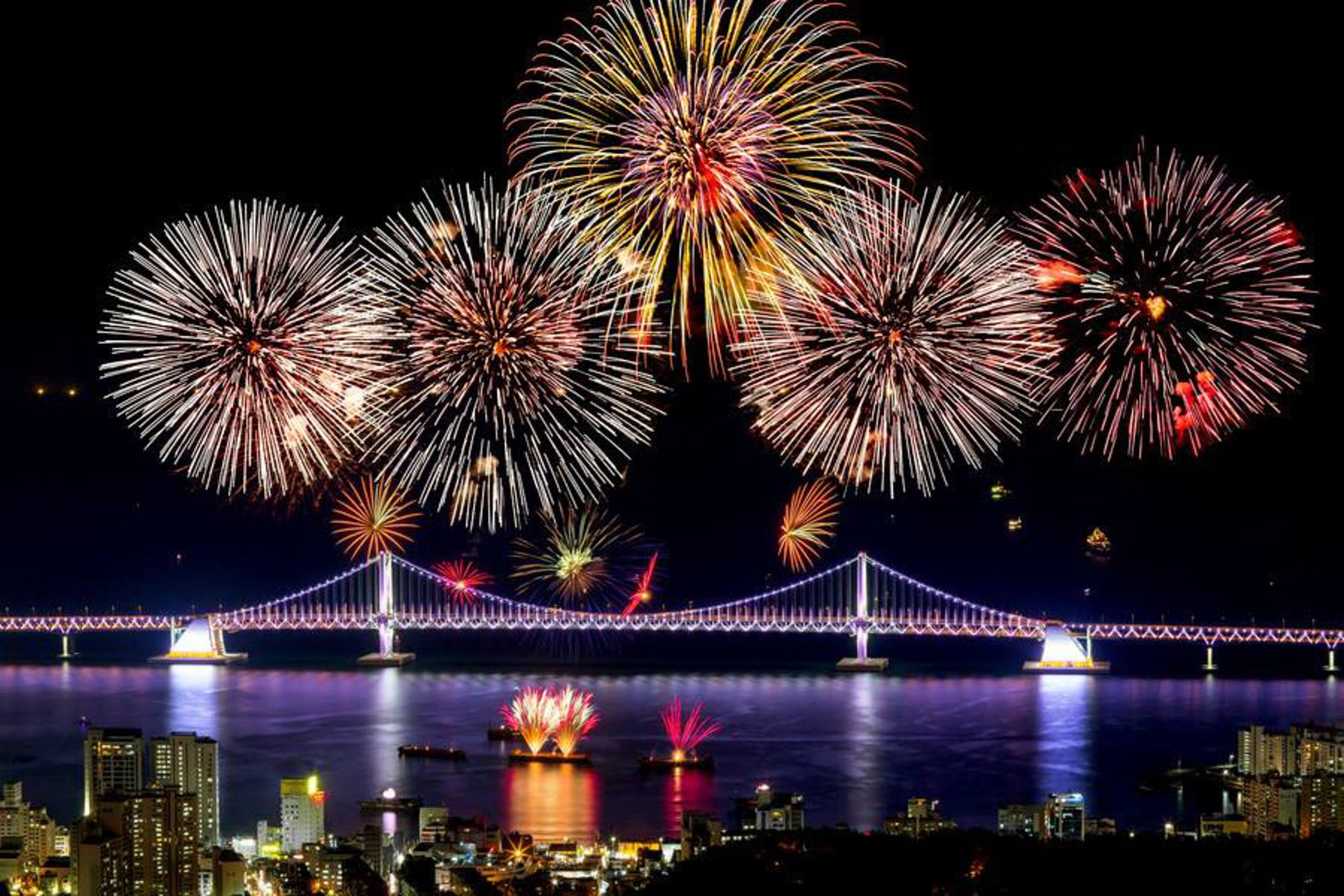
Pháo hoa mừng tết âm lịch Seollal tại cầu Gwangandaegyo, Busan, Hàn Quốc.

Theo truyền thống, Giao thừa âm lịch được cho là thời khắc chuyển giao năm cũ sang năm mới - một̀ thời điểm quan trọng, trời đất giao hòa, âm dương hòa quyện để vạn vật bừng lên sức sống mới.
Đêm trừ tịch, còn được gọi tên là đêm ba mươi, là khoảng thời gian trước nửa đêm, thời khắc giao thừa giữa năm mới và năm cũ. Đêm trừ tịch là khoảng thời gian thiêng liêng nhất của năm khi các gia đình sum họp, chuẩn bị đón năm mới với những điều tốt lành sẽ đến và tiễn trừ năm cũ.

## Bắc Mỹ

### Mexico
Mexico mừng năm mới (tiếng Tây Ban Nha là Vispera de Ano Nuevo) bằng cách ăn 12 quả nho trong mười hai tiếng chuông của đồng hồ đếm ngược lúc nửa đêm với những điều ước. Các gia đình Mexico trang trí nhà cửa với nhiều màu sắc tương ứng với những lời chúc cho năm sắp tới: màu đỏ đem điều may mắn cho cuộc sống và tình yêu, màu vàng đem phước lành cho công việc, màu xanh lá cây để cải thiện tình hình tài chính, và màu trắng mong muốn một sức khỏe tốt cho những người thân trong gia đình. Ở Mexico, bánh mì được nướng cùng một đồng tiền với những điều đặc biệt bên trong bột. Người nhận bánh mì được cho là được ban phước với sự may mắn trong năm mới. Truyền thống khác là tạo một danh sách tất cả các sự kiện xấu hay không hạnh phúc trong vòng 12 tháng qua; trước nửa đêm, danh sách này được ném vào lửa, tượng trưng cho việc loại bỏ những điều tiêu cực cho năm mới. Đồng thời, những điều tốt đẹp trong năm cũ sẽ được tiếp tục trong năm mới.
Người dân Mexico ăn mừng bằng một bữa ăn tối đêm khuya với gia đình của họ, bữa ăn truyền thống là gà tây hoặc thịt lợn thăn. Sau đó nhiều người sẽ tham dự những sự kiện bên ngoài, ví dụ như các câu lạc bộ đêm. 
Ở Thành phố México tổ chức lễ hội đường phố vào đúng đêm giao thừa đón năm mới tại trung tâm Zocalo - quảng trường chính của thành phố. Lễ đón năm mới bao gồm màn bắn pháo pháo hoa và tiếng chúc mừng năm mới ¡Feliz Ano Nuevo!

### Puerto Rico
Ở Puerto Rico, lễ đón năm mới được tổ chức cùng với bạn bè và gia đình. Trung tâm Hội nghị Puerto Rico ở San Juan là điểm thu hút chính của Puerto Rico. điểm nhấn là đại nhạc hội bằng âm nhạc Latin và màn bắn pháo hoa vào lúc nửa đêm cùng với bài hát Auld Lang Syne trong tiếng Tây Ban Nha.

### Hoa Kỳ

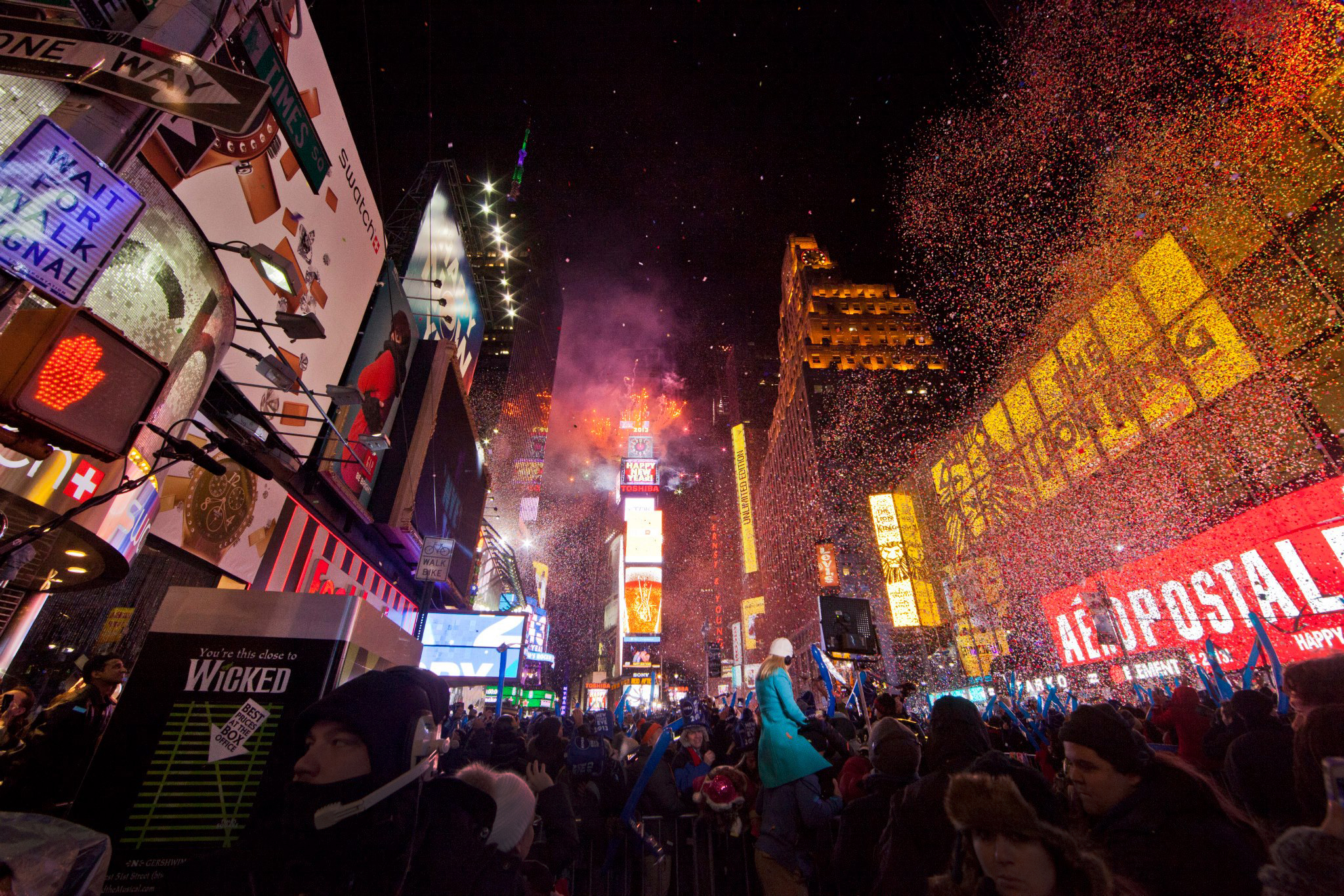
Sự kiện thả cầu tại Quảng trường Thời đại của thành phố New York thu hút hàng triệu khán giả mỗi năm.

Tại Hoa Kỳ, giao thừa được tổ chức với những bữa tiệc chính thức, những hoạt động hướng về gia đình và các sự kiện đại chúng khác. Một trong những lễ hội nổi tiếng nhất tại đất nước này là "thả cầu" tổ chức tại Quảng trường Thời đại của thành phố New York. Lấy cảm hứng từ những quả bóng thời gian được sử dụng chính thức làm tín hiệu thời gian, vào lúc 23:59 theo múi giờ miền Đông, một quả bóng nặng 11.875 pound (5.386 kg), có đường kính 12 foot (3,7 m) của Waterford crystal nằm trên nóc Quảng trường Thời đại được hạ xuống một điểm cực cao 70 feet, bay đến nóc của quảng trường trong 60 giây để báo hiệu năm mới bắt đầu. Sự phổ biến của cảnh tượng cũng lấy cảm hứng tương tự những sự kiện "thả bóng bên ngoài thành phố New York, thường được sử dụng những đối tượng đại diện cho văn hóa của vùng miền, địa lý hoặc lịch sử, chẳng hạn như "Thả đào" của Atlanta, đại diện cho bản sắc của Georgia là "Bang Đào"..Bên cạnh những lễ hội ở Quảng trường thời đại, Công viên Trung tâm của New York còn tổ chức một sự kiện "Thi chạy nửa đêm" do New York Road Runners tổ chức, lên đến đỉnh điểm trong một chương trình bắn pháo hoa và một cuộc đua vòng quanh công viên bắt đầu lúc nửa đêm. Vào lúc giao thừa, người dân các bang miền Nam nước Mỹ sẽ cố gắng ăn thật nhiều củ cải và đậu mắt đen, bởi mỗi củ cải ăn vào sẽ giúp họ kiếm được 1.000 đôla, còn mỗi hạt đậu ăn được tương ứng với 100 cent cho năm mới. Nhưng theo các cụ già, phải ăn ít nhất 365 hạt thì ước muốn này mới ứng nghiệm. Tuy nhiên, ở mỗi bang lại có đôi chỗ khác nhau: người dân bang Georgia ăn củ cải xanh, còn người dân ở Texas và Alibama thì chuộng dùng cải bắp.

## Châu Âu

### Albania
Sự chuẩn bị cho đêm giao thừa ở Albania từ ngày 31 tháng 12. Nó bắt đầu với cây thông Giáng sinh mà ở Albania gọi là "Cây thông năm mới" hoặc "Cây năm mới". Trong ngày này, cha mẹ, trẻ em và họ hàng thường quây quần bên nhau để dành cho nhau những khoảnh khắc đáng nhớ của tất cả. Có một bữa ăn tối phong phú với nhiều loại món ăn ngon khác nhau cũng là một truyền thống. Một phần của truyền thống là xem một loạt các chương trình hài vào đêm đó, bởi Năm mới nên tìm những người mỉm cười và tràn đầy niềm vui. Khoảnh khắc tuyệt vời nhất trong đêm là phút cuối của Năm cũ và phút đầu của Năm mới. Lúc 0.00 mọi người nâng cốc chúc mừng và chào hỏi nhau, rất nhiều pháo hoa bắn sáng trên bầu trời thành phố.

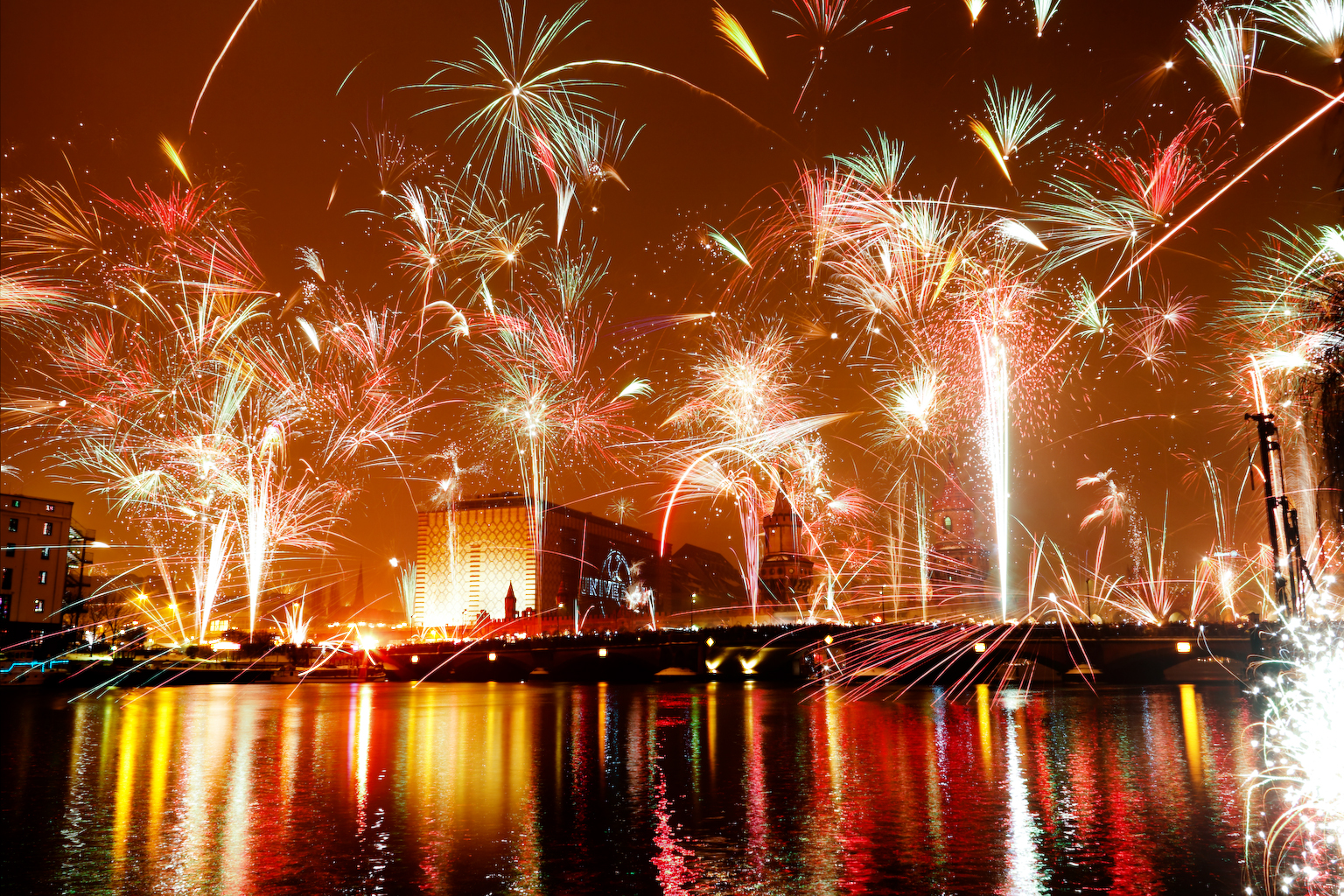
Pháo hoa đón giao thừa và năm mới tại thành phố Berlin, Đức.

### Áo
Tại Áo, đêm giao thường tổ chức với bạn bè và gia đình. Vào đúng nửa đêm, tất cả những chương trình truyền hình và phát thanh của đài ORF đều phát âm thanh của Pummerin, một chiếc chuông của Nhà thờ St. Stephen tại Viên, kế tiếp là bài Donauwalzer ("The Blue Danube") của Johann Strauss II. Nhiều người nhảy theo bài này tại các bữa tiệc hoặc trên đường phố. Đám đông tập trung lớn trên các con phố của Viên, nơi chính quyền thành phố tổ chức một loạt các chương trình sân khấu của ban nhạc và hòa nhạc. Pháo hoa được bắn bởi cả chính quyền và cá nhân trong thành phố.

### Bỉ
Tại Bỉ, đêm giao thừa còn gọi là Sint Sylvester Vooravond (Đêm của Thánh Sylvester) hoặc Oudjaar(Năm cũ) được tổ chức với những bữa tiệc gia đình, gọi là réveillons tại những khu vực nói tiếng Pháp. Trên truyền hình, những chương trình hài độc thoại đánh giá năm cũ sau một chương trình ca nhạc hoặc giải trí báo hiệu nửa đêm, khi mọi người hôn nhau, trao nhau những lời chúc may mắn và chúc rượu Năm mới, những người họ hàng và bạn bè vắng mặt với rượu sâm banh. Nhiều người xem pháo hoa hoặc đi ra đường để xem chúng. Hầu hết các thành phố đều bắn pháo hoa riêng, nổi tiếng nhất là tại Mont des Arts ở Brussels. Thành phố, các quán cà phê và nhà hàng đều đông đúc. Dịch vụ xe buýt miễn phí và taxi giao thừa đặc biệt (Responsible Young Drivers) đem mọi người trở về nhà sau đó.

### Bosnia và Herzegovina
Năm mới được tổ chức phổ biến tại Bosnia và Herzegovina. Các con phố được trang trí cho đêm giao thừa và có những chương trình bắn pháo hoa và hòa nhạc ở tất cả những thành phố lớn. Nhà hàng, câu lạc bộ, quán cà phê và khách sạn thường đông khách và họ tổ chức những bữa tiệc giao thừa tại đây. Tại Sarajevo, mọi người tập trung tại Quảng trường Trẻ em của Sarajevo, nơi một ban nhạc rock địa phương đang biểu diễn giải trí. Một vài nhóm kèn và rock chơi đến tận sáng sớm hôm sau. Vào nửa đêm còn diễn ra một chương trình bắn pháo hoa lớn.

### Cộng hòa Séc và Slovakia
Lễ kỉ niệm và truyền thống Đêm giao thừa (Silvestr/Silvester) tại Cộng hòa Séc và Slovakia rất giống nhau. Giao thừa là ngày ồn ào nhất trong năm. Mọi người thường tụ tập bên bạn bè tại các bữa tiệc, quán rượu, câu lạc bộ, trên đường phố, hoặc quảng trường thành phố để ăn, uống và chúc mừng năm mới. Bắn pháo hoa là một truyền thống phổ biến; tại những thành phố lớn như Bratislava hay Prague; pháo hoa bắt đầu bắn trước trưa và đều đặn nhiều hơn cho đến nửa đêm. Trong những phút đầu sau nửa đêm, mọi người uống rượu sâm banh, chúc nhau một năm mới hạnh phúc, may mắn và đầy sức khỏe, sau đó đi ra ngoài xem pháo hoa.

### Đan Mạch

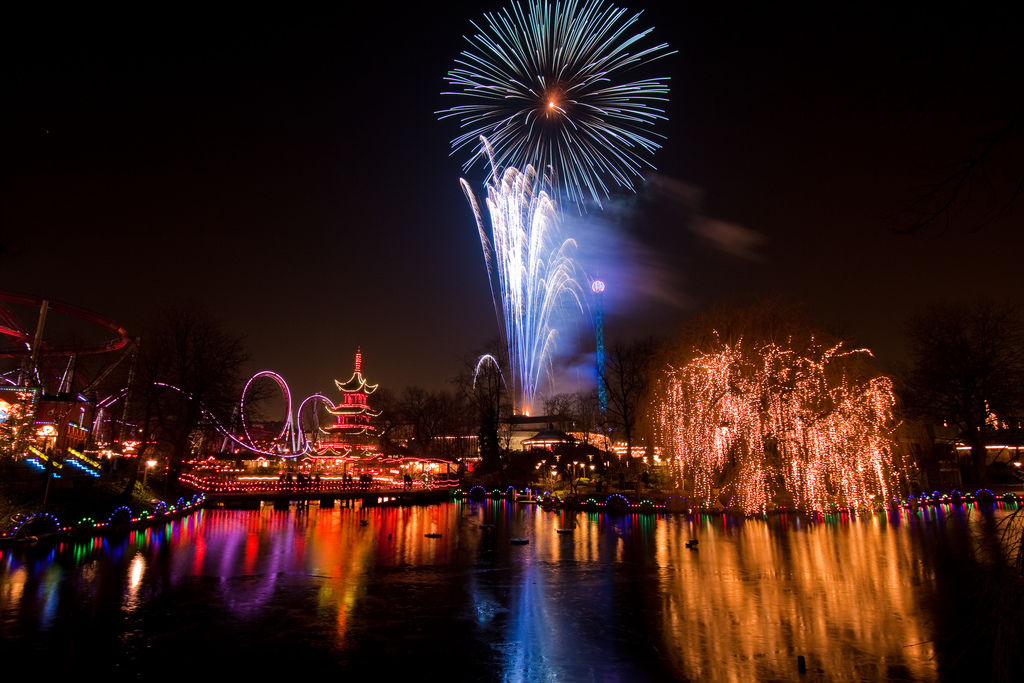
Pháo hoa mừng năm mới tại Copenhagen.

Người dân ở Đan Mạch có thể đến các bữa tiệc hoặc đãi khách ở nhà. Có một bữa ăn tối đặc biệt kết thúc với Kransekage, một món tráng miệng đặc biệt bên cạnh rượu sâm banh. Những món ăn truyền thống khác là cá tuyết luộc, cải xoăn hầm và thịt lợn. Tuy nhiên, việc cắt giảm những món tốn kém như thịt bò hay sushi ngày càng trở nên phổ biến. Vào giao thừa, mọi người sẽ ném những chiếc đĩa đã cũ vào cửa nhà hàng xóm, bạn bè của mình. Ở Đan Mạch, người ta tin rằng càng có nhiều đĩa vỡ ngoài cửa vào sáng mùng một, gia chủ sẽ càng có nhiều bạn bè, vận may trong năm mới.
Hai sự kiện truyền thống quan trọng được phát sóng trên truyền hình và phát thanh vào ngày 31 tháng 12: Thông điệp Năm mới của quốc vương từ Điện Amalienborg vào lúc 6 giờ tối và Đồng hồ Tòa thị chính tại Copenhagen lúc nửa đêm. Hàng ngàn người tập trung tại Rådhuspladsen (Quảng trường Tòa thị chính) và cổ vũ. Các vệ cảnh hoàng gia diễu hành trong trang phục dạ tiệc màu đỏ. Đỉnh điểm của lễ kỉ niệm là lúc pháo hoa bắn lên và tiếng chuông kêu vang ở Tòa thị chính vào nửa đêm.

### Phần Lan
Tại Phần Lan, đêm Giao thừa thường tổ chức với bạn bè và gia đình. Bữa ăn tối muộn được phục vụ thường có xúc xích wiener, món Janssons frestelse và salad khoai tây. Một số thành phố tổ chức bắn pháo hoa vào nửa đêm. Người dùng pháo hoa cũng rất phổ biến. Có một truyền thống Phần Lan là molybdomancy - để nói với vận mệnh của Năm mới bằng cách làm tan "tin" trong một cái chảo nhỏ trên bép và ném nó nhanh chóng vào một xô nước lạnh. Các đài phát sóng Phần Lan thường phát sóng lễ đón tiếp Năm mới tại Quảng trường Helsinki Senate. Lễ đếm ngược Năm mới diễn ra tại đồng hồ nhà thờ Helsinki. Trong chương trình buổi trưa, chương trình hài kịch Đức Dinner for One được chiếu mỗi năm. Trên đài phát thanh, ngay trước nửa đêm, bài thơ Hymyilevä Apollo của Eino Leino lại được đọc.

### Pháp
Tại Pháp, Đêm giao thừa gọi là la Saint-Sylvestre thường được tổ chức với một bữa tiệc, Réveillon de la Saint-Sylvestre (Cap d'Any ở Bắc Catalonia. Phong tục trong bữa tiệc này bao gồm những món ăn đặc biệt như Gan béo, món hải sản như hàu và rượu sâm banh. Lễ kỉ niệm có thể là một bữa tối thân mật, đơn giản với bạn bè hoặc gia đình, une soirée dansante, một quả bóng nhiều người thích hơn. Trong Đêm giao thừa (le Jour de l'An), bạn bè và gia đình trao đổi những cái hôn và lời chúc. Một vài người ăn kem.

### Đức

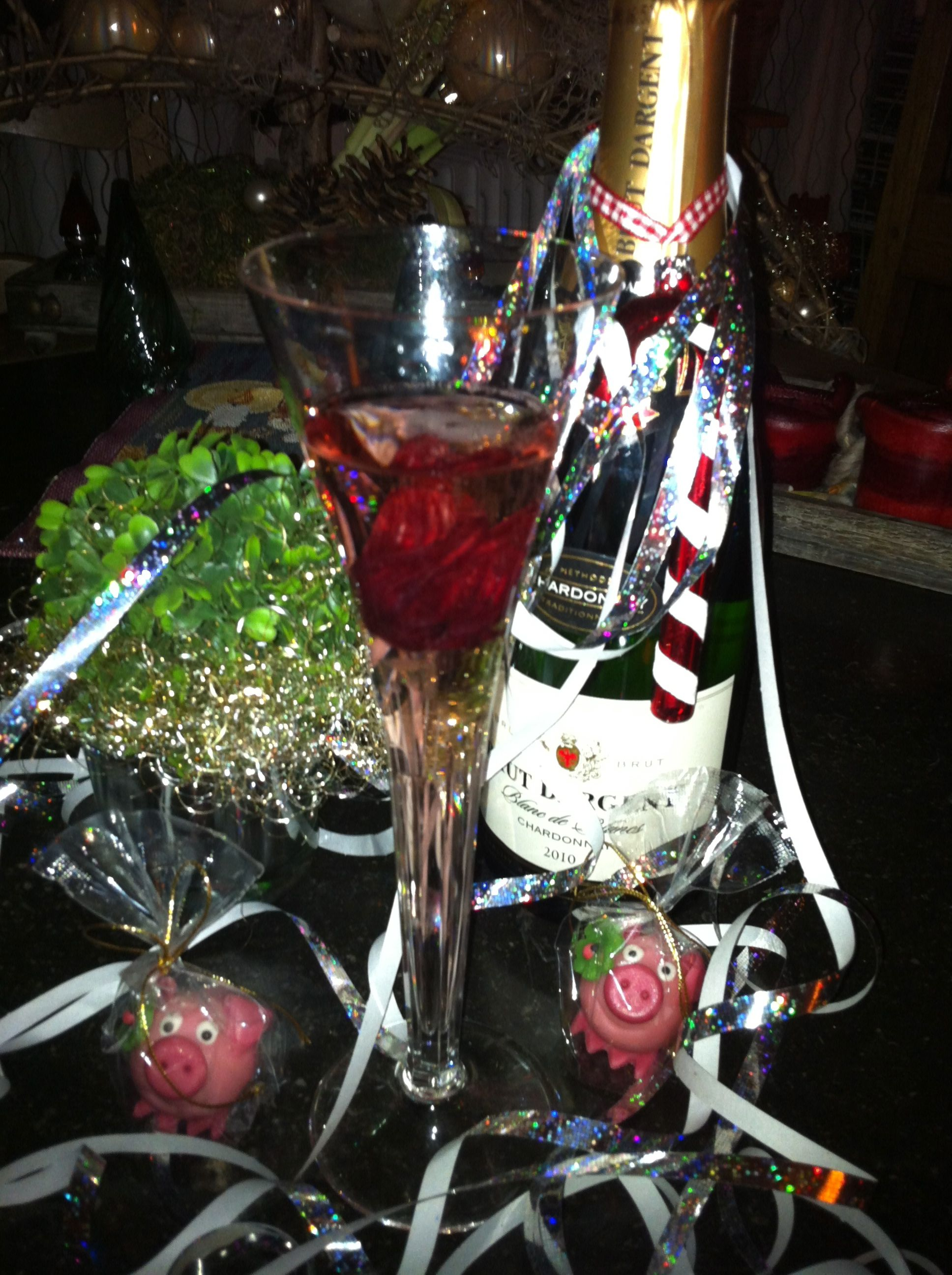
Rượu vang sủi tăm và quà tặng năm mới chúc may mắn theo truyền thống Đức, cỏ 4 lá thuộc loài Oxalis tetraphylla và heo bằng bánh hạnh nhân (marzipan)

Tại Đức, những bữa tiệc thường vào Đêm giao thừa (Silvester). Pháo hoa và pháo nổ rất phổ biến, cả với cá nhân và trên các màn hình lớn của thành phố. Ngày 31 tháng 12 và ba ngày trước đó là bốn ngày duy nhất trong năm mà pháo có thể được bán tự do ở Đức cho bất cứ ai trên 18 tuổi có thể mua về tự đốt. Bởi thế, vào lúc giao thừa, ánh sáng của pháo hoa và tiếng nổ của pháo nổ ở khắp nơi, nhất là ở những trung tâm các thành phố, nơi thường có đông người tụ tập và thường có buổi  tổ chức bắn pháo hoa lớn và trình diễn ca nhạc.

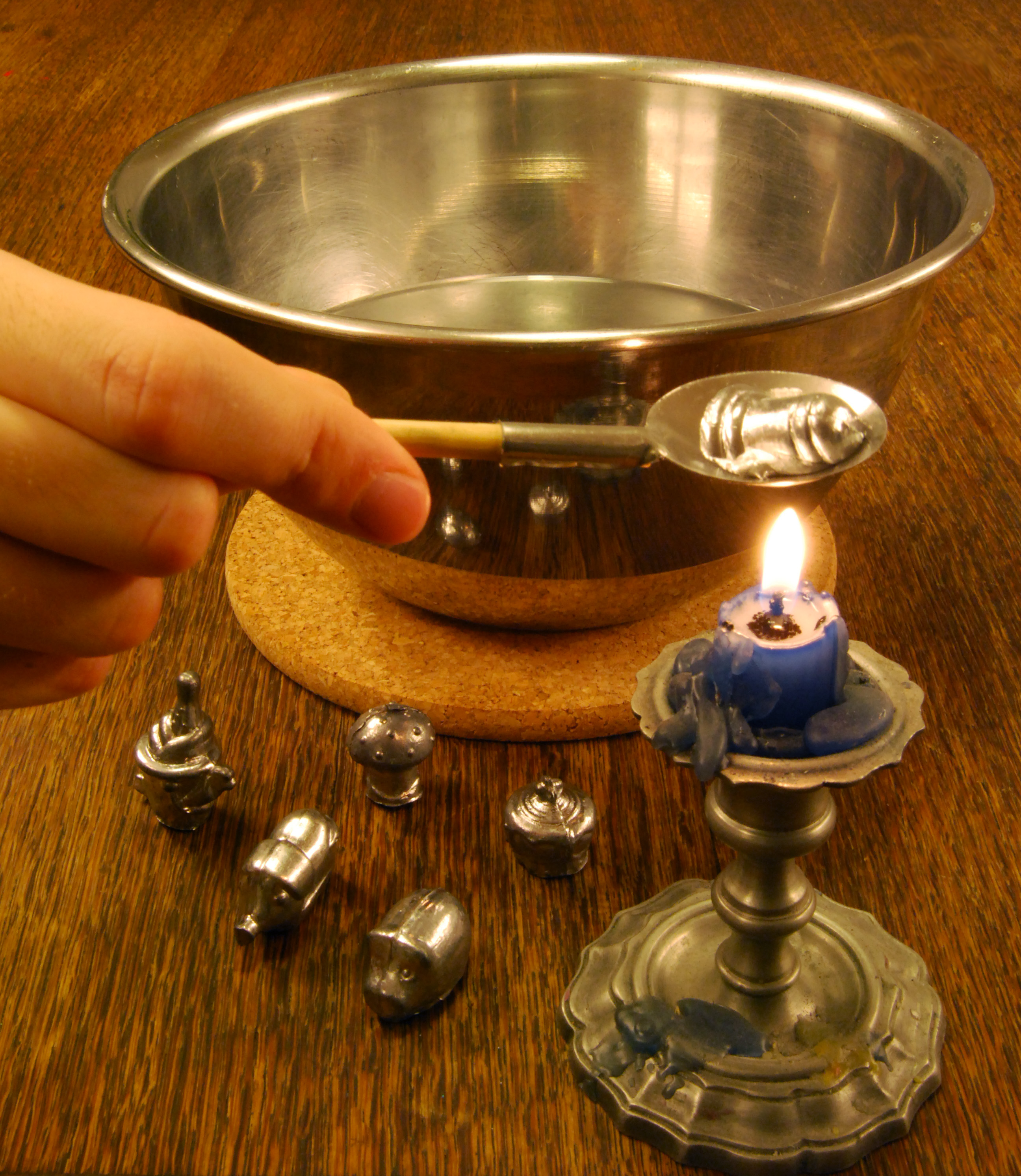
Bộ vật dụng nung chảy chì và thả vào nước lạnh ở Đức, đoán về vận may năm mới

Hàng năm Berlin tổ chức một trong những bữa tiệc giao thừa lớn nhất trên toàn châu Âu, có hơn một triệu người tham dự sự kiện này. Điểm trung tâm là Cổng Brandenburg, nơi pháo hoa giao thừa là trung tâm của sự kiện. Người Đức thường chào mừng năm mới với một ly Sekt (Vang sủi tăm Đức) hoặc sâm banh. Đổ chì lỏng (Bleigießen) là một truyền thống đêm giao thừa khác của Đức, bao gồm đoán về vận may bằng hình dạng do chì nóng chảy rơi vào nước lạnh. Từ năm 2018,  chính thức có lệnh cấm bán chì vì là chất độc, thay vào đó các cửa hàng bán bộ nung chảy thiếc..
Các hành động tốt lành khác là chạm vào ống khói quét hoặc chà một ít tro lên trán để có được may mắn và sức khỏe.
Kể từ năm 1972, vào mỗi đêm giao thừa, một vài đài truyền hình Đức phát sóng một vở hài kịch ngắn bằng tiếng Anh (được ghi lại bởi đài truyền hình Tây Đức năm 1963) mang tên Dinner for One. Một dòng chữ từ vở hài kịch, "the same procedure as every year" (nghi thức tương tự như mọi năm), đã trở thành một cụm từ thông dụng ở Đức.

### Ý
Tại Ý, Đêm giao thừa (Vigilia di Capodanno or Notte di San Silvestro) được tổ chức bởi sự quan sát những nghi lễ truyền thống, chẳng hạn như mặc đồ lót đỏ. Một truyền thống xưa ở các vùng phía nam (hiếm khi thấy ngày nay) là việc vứt bỏ những mặt hàng cũ hoặc không sử dụng nữa bằng cách thả chúng từ cửa sổ. Bữa tối được ăn truyền thống với bạn bè và họ hàng. Nó thường bao gồm Zampone hoặc Cotechino (một món ăn làm từ chân giò hoặc lòng lợn) và đậu lăng. Lúc 8:30 tối, Tổng thống đọc một thông điệp lời chúc trên truyền hình gửi tới toàn thể người Ý.

### Nga
Hầu hết người Nga đều ăn mừng lễ giao thừa với gia đình và bạn bè thân thiết. Nguồn gốc ngày lễ này ở Nga có nguồn gốc từ Giáng Sinh. Giáng Sinh là một ngày lễ lớn ở Nga cho đến khi nó bị cấm cùng với những ngày lễ tôn giáo khác bởi Đảng Cộng sản. Để bù đắp cho sự thiếu vắng của Lễ giáng sinh, Năm mới cũng được tổ chức nhiều như Giáng Sinh, nhưng không có mặt tôn giáo trong kì nghỉ lễ. Ngay sau sự sụp đổ của Liên Xô, Năm mới bắt đầu được tổ chức ở Nga và dần trở thành truyền thống tại đây. Có một thói mê tín cũ rằng nếu vị khách đầu tiên (đặc biệt là người không ngờ đến) vào ngày 1 tháng 1 là một người đàn ông, năm đó sẽ may mắn. Mọi người cũng cố gắng khởi đầu năm mới mà không có khoản nợ nào.
Lễ ăn mừng thường bắt đầu từ một đến hai giờ trước nửa đêm. Một truyền thống phổ biến là "nói lời chia tay năm cũ" bằng cách ghi nhớ những sự kiện quan trọng nhất trong tháng 12 cuối cùng. Lúc 11:55 đêm, hầu hết mọi người đều theo dõi bài diễn thuyết của tổng thống qua TV, hoặc xem những chương trình năm mới phổ biến trên TV. Còn có một truyền thống là lắng nghe đồng hồ Kremlin điểm chuông 12 giờ trên đài phát thanh hoặc TV, kế tiếp là bài quốc ca.

### Vương quốc Anh

#### Anh quốc

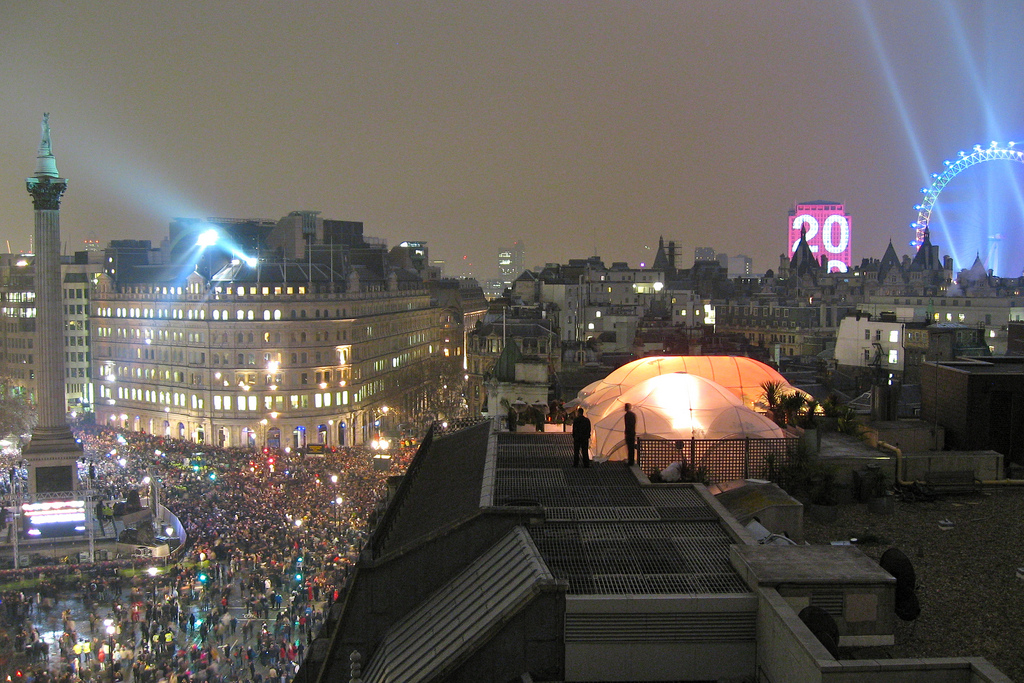
Hàng ngàn người tập trung tại Trung tâm Luân Đôn để đón năm mới, bao gồm pháo hoa bắn tại Mắt Luân Đôn lúc nửa đêm.

Tại Anh, đồng hồ tượng trưng cho sự chuyển tiếp giữa năm cũ và năm mới vào đêm giao thừa. Lễ chào mừng năm mới ở Luân Đôn tập trung vào ngọn chuông tại Big Ben (Tháp Đồng hồ Westminster) và do hội đồng đồng hồ đặt trong tháp đồng hồ tại Cung điện Westminster. Những lễ chào mừng này được phát sóng trên BBC và các đài truyền hình khác. Những bữa tiệc được tổ chức trên khắp cả nước, trong quán rượu, câu lạc bộ và nhà riêng.
Vào đêm giao thừa 2010, ước tính khoảng 250,000 người tập trung để xem màn trình diễn pháo hoa kéo dài tám phút xung quanh và trên Mắt Luân Đôn và lần đầu tiên phát âm nhạc. Lễ đón năm mới ở Luân Đôn tiếp tục vào ngày 1 tháng 1, với cuộc diễu hành năm mới được tổ chức thường niên từ 1987. Cuộc diễu hành năm 2011 quy tụ hơn 10,000 nhạc sĩ, hoạt náo viên và người biểu diễn.

#### Scotland
Tại Scotland, đêm giao thừa (Hogmanay) được tổ chức với một vài phong tục khác nhau, như First-foot, bao gồm bạn bè và các thành viên gia đình sẽ đi đến nhà của nhau với một món quà rượu whisky và đôi khi là một cục than. Edinburgh, thủ đô Scotland tổ chức một trong những lễ đón năm mới lớn nhất thế giới, tập trung vào một bữa tiệc vào một bữa tiệc đường phố lớn bên cạnh phố Princes. Pháo hoa được bắn tại Lâu đài Edinburgh vào nửa đêm, kế tiếp là một màn trình diễn pháo hoa. Edinburgh tổ chức một lễ hội trong bốn hoặc năm ngày, bắt đầu ngày 28 tháng 12, và kéo dài đến đêm giao thừa hoặc ngày 2 tháng 1, bao gồm kì nghỉ Bank ở Scotland.

#### Xứ Wales
Truyền thống xứ Wales tặng quà và tiền trong giao thừa (tiếng Wales: Calennig) là một phong tục cổ xưa vẫn tồn tại ở Wales ngày nay, mặc dù phong tục ngày nay còn tặng cả bánh mì và pho mát. Hàng ngàn người tập trung mỗi năm tại Cardiff để thưởng thức âm nhạc trực tiếp, ăn uống, trượt băng, hội chợ và bắn pháo hoa. Nhiều lễ kỉ niệm diễn ra tại Thành Cardiff và City Hall.

## Trung và Nam Mỹ

### Argentina

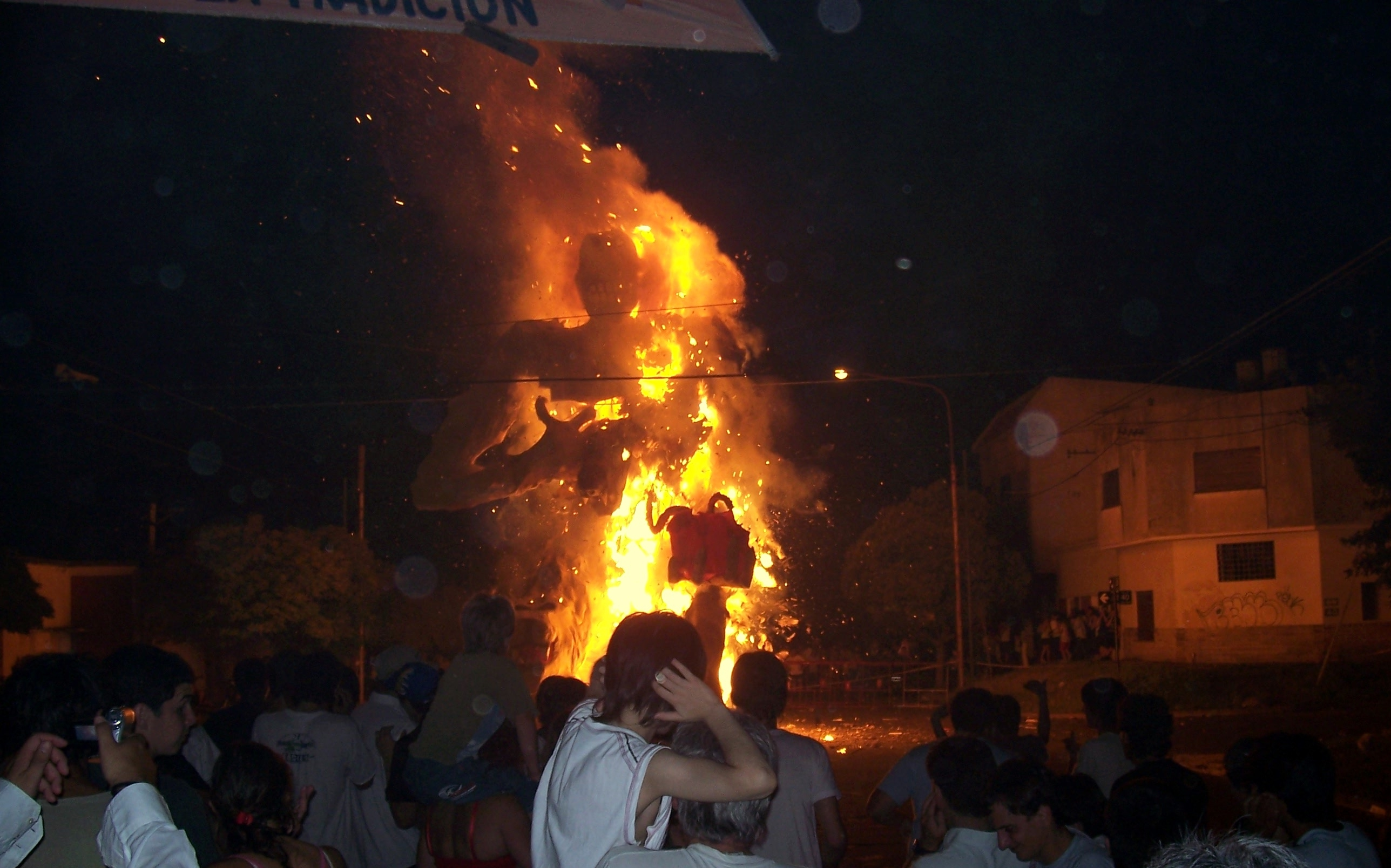
Đốt búp bê (mang hình dáng của người nổi tiếng) là một truyền thống địa phương ở thành phố La Plata.

Lễ đón năm mới truyền thống ở Argentina bao gồm một bữa tối gia đình với những món ăn truyền thống, bao gồm Vitello, Asado, Sandwiches de miga, Pionono, ngoài ra là các món tráng miệng như Turrón, Mantecol và Pan dulce.
Ngay trước nửa đêm, mọi người đổ xô đến những con phố để thưởng thức pháo hoa và pháo sáng. Pháo hoa có thể ngắm từ bất kì sân thượng nào. Ngày đầu tiên của Năm mới được kỉ niệm lúc nửa đêm với rượu táo hoặc rượu sâm banh. Mọi người cầu chúc cho nhau một năm mới hạnh phúc, và đôi khi chia sẻ bánh mì nướng với hàng xóm. Các bữa tiệc thường kéo dài đến bình minh.
Lễ đón năm mới diễn ra trong mùa hè, giống như nhiều quốc gia Nam Mỹ khác, vì vậy rất bình thường khi thấy nhiều gia đình đón năm mới tại các trung tâm du lịch ở bờ biển Đại Tây Dương Argentina (Mar del Plata, Necochea, Villa Gesell, Miramar, Miramar...).

### Brasil

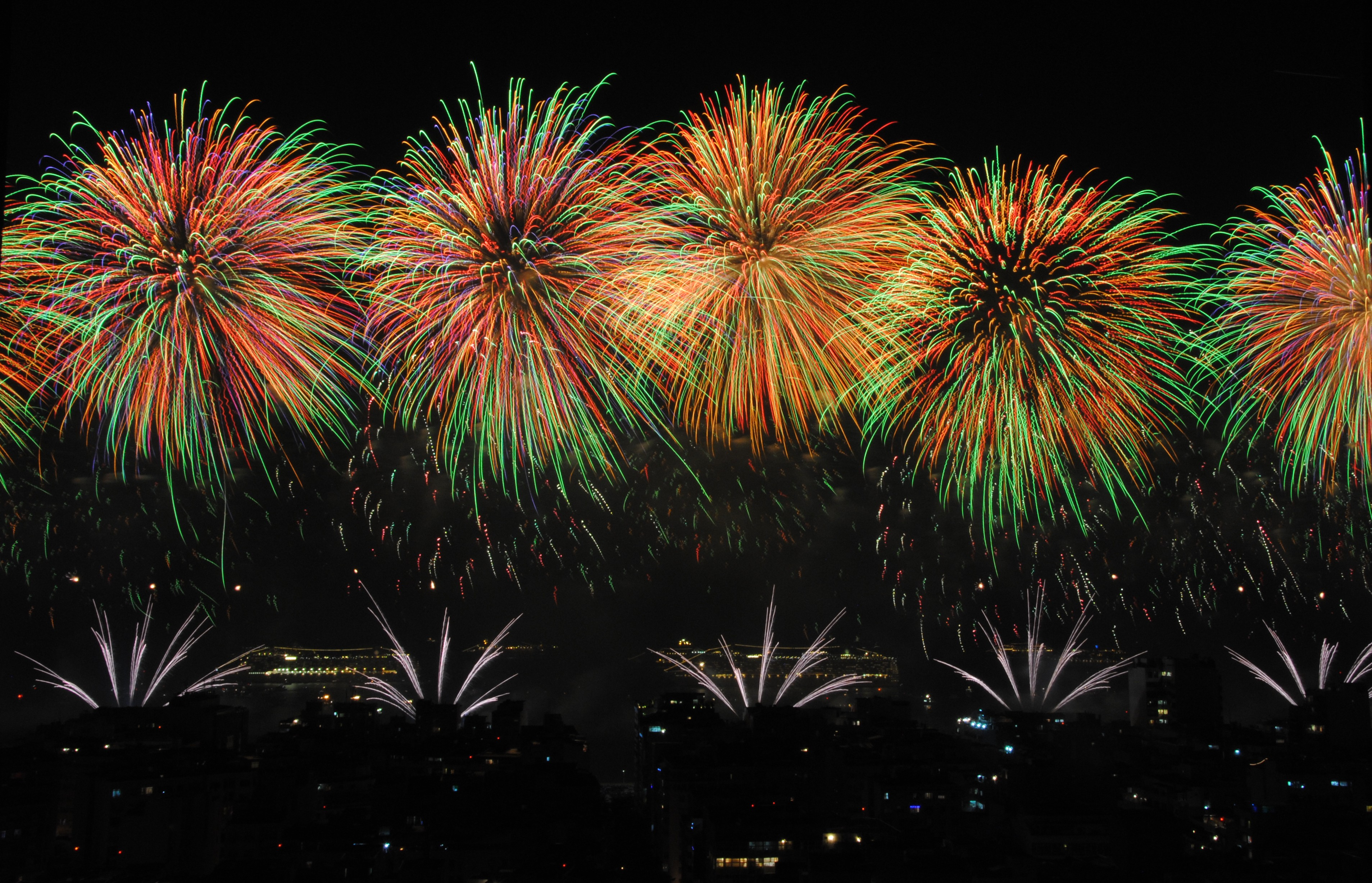
Bãi biển tại Copacabana, Rio de Janeiro thu hút hàng triệu người tới đây vui chơi.

Năm mới (Tiếng Bồ Đào Nha: Ano Novo) là một trong những kì nghỉ lễ chính của Brasil. Nó chính thức đánh dấu bắt đầu kì nghỉ hè, kéo dài đến Carnival. Theo truyền thống người Brasil có một bữa ăn phong phú với gia đình và bạn bè tại nhà, trong nhà hàng hoặc câu lạc bộ riêng và uống đồ uống có cồn. Sâm banh là một loại rượu truyền thống ở đây. Những người đón Năm mới trên bãi biển thường mặc đồ trắng để đem lại cho năm mới may mắn. Thành phố São Paulo thường tổ chức cuộc đua Marathon Saint Silvester (Corrida de São Silvestre) dọc trên các con phố giữa Paulista Avenue và khu vực trung tâm. Tại một số khu vực khác, nhiều sự kiện khác nhau cũng diễn ra. Tại Fortaleza, Ceará, có một bữa tiệc trong khu vực Praia de Iracema. Bữa tiệc thu hút hơn một triệu người tới đây, bao gồm pháo hoa và các chương trình biểu diễn trực tiếp.

### Chile

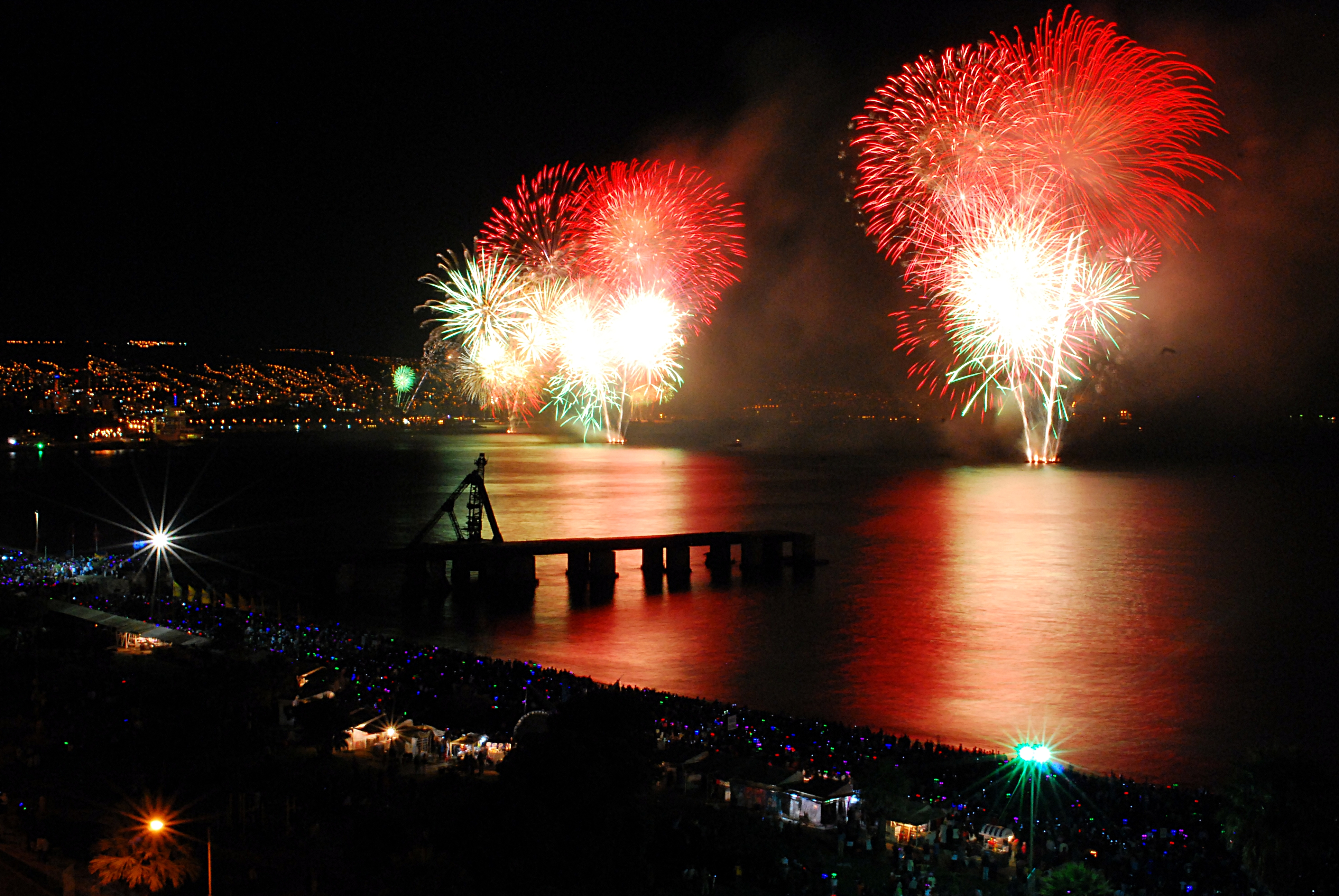
Hơn một triệu du khách tập trung trên các con phố và bãi biển của Valparaiso đón giao thừa.

Lễ đón giao thừa ở Chile bao gồm một bữa tối gia đình với những món ăn đặc biệt, thường gồm đậu lăng và mười hai quả nho tượng trưng cho mỗi tháng trong năm. Những lễ kỉ niệm gia đình thường kéo dài đến nửa đêm, và sau đó là bữa tiệc với bạn bè đến bình minh. Tại thủ đô của Chile Santiago, hàng ngàn người tập trung tại Tháp Torre để theo dõi lễ đếm ngược đến nửa đêm và màn trình diễn pháo hoa. Có một vài chương trình bắn pháo hoa trên khắp cả nước. Hơn một triệu người xem đến tham dự sự kiện lớn nhất, "Año Nuevo en el Mar" ở Valparaiso. Kể từ năm 2000, việc bán pháo hoa cho các cá nhân là bất hợp pháp, nghĩa pháo hoa giờ chỉ có thể ngắm trên các màn hình lớn.

## Châu Á

### Nhật Bản
Không giống như các nước láng giềng ở châu Á, người Nhật đã chuyển từ Tết Âm lịch sang Dương lịch từ hàng trăm năm trước. Người Nhật gọi dịp này là "Shogatsu", như một sự kiện để vinh danh vị thần Toshigamisama. Trước đây, Nhật Bản ăn Tết theo Âm lịch nhưng đã chuyển sang ăn Tết theo Dương lịch kể từ năm 1873.

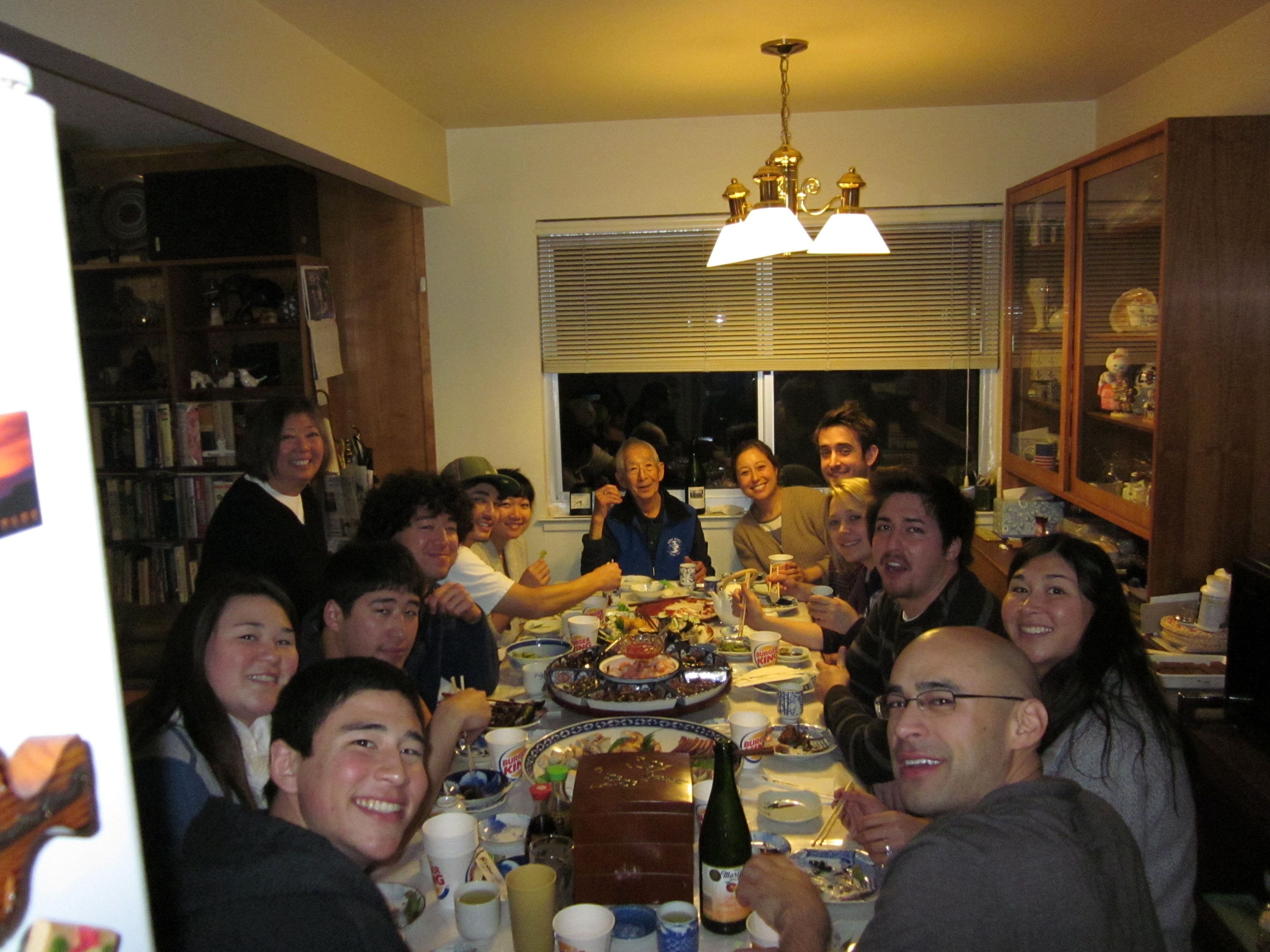
Bữa tiệc tất niên trong một gia đình Nhật Bản vào dịp Tết Nhật Bản
(Shogatsu)

Từ năm 1844 đến ngày 31/12/1872 (ngày 2/12 năm Minh Trị thứ 5) người Nhật đón Tết theo lịch Thiên Bảo. Ngày 3/12 năm Minh Trị thứ 5 được sửa đổi thành ngày 1/1 năm Minh Trị thứ 6 (năm 1873). Việc sửa đổi này đã được chính phủ công bố vào ngày 9 tháng 11 năm Minh Trị thứ 5 (9/12/1872) và được áp dụng vào tháng sau đó.
Nhờ việc thay đổi lịch này mà chính phủ đã tiết kiệm được tiền trả lương tháng 13 cho công chức (vì nếu tính theo lịch cũ thì năm Minh Trị thứ 6 có tháng 6 là tháng nhuận) và giảm bớt ngày nghỉ, tăng sản lượng quốc gia.

### Hàn Quốc

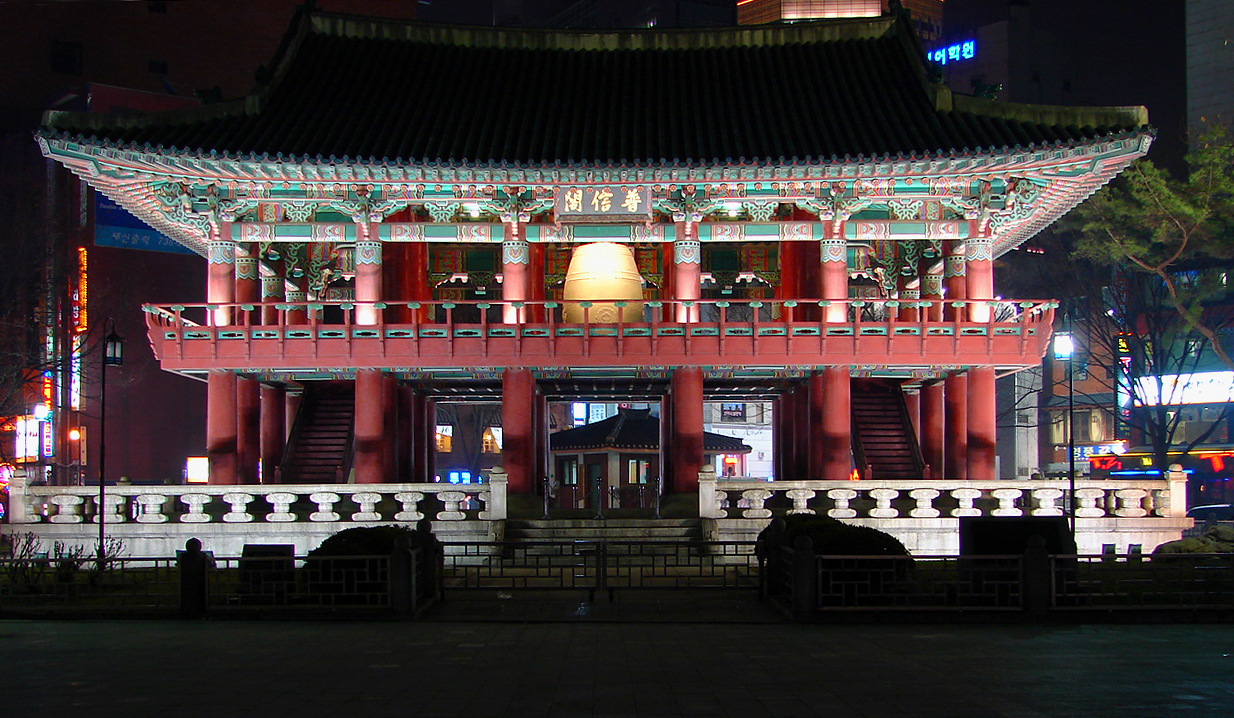
Bosingak, Seoul trước thời khắc chuyển giao năm cũ đón năm mới theo Dương lịch

Khi đi du lịch, thời tiết là vấn đề khiến nhiều người băn khoăn. Mùa đông Hàn Quốc kéo dài từ tháng 11 cho đến tháng 3 hàng năm. Chính vì thế, cuối tháng 12, đầu tháng 1, đến với xứ sở Kim Chi, du khách sẽ có cơ hội ngắm nhìn khung cảnh ngút ngàn tuyết trắng tại đây,vào dịp nghỉ lễ, nhu cầu tham quan, du lịch của người dân cũng sẽ cao hơn.

### Trung Quốc

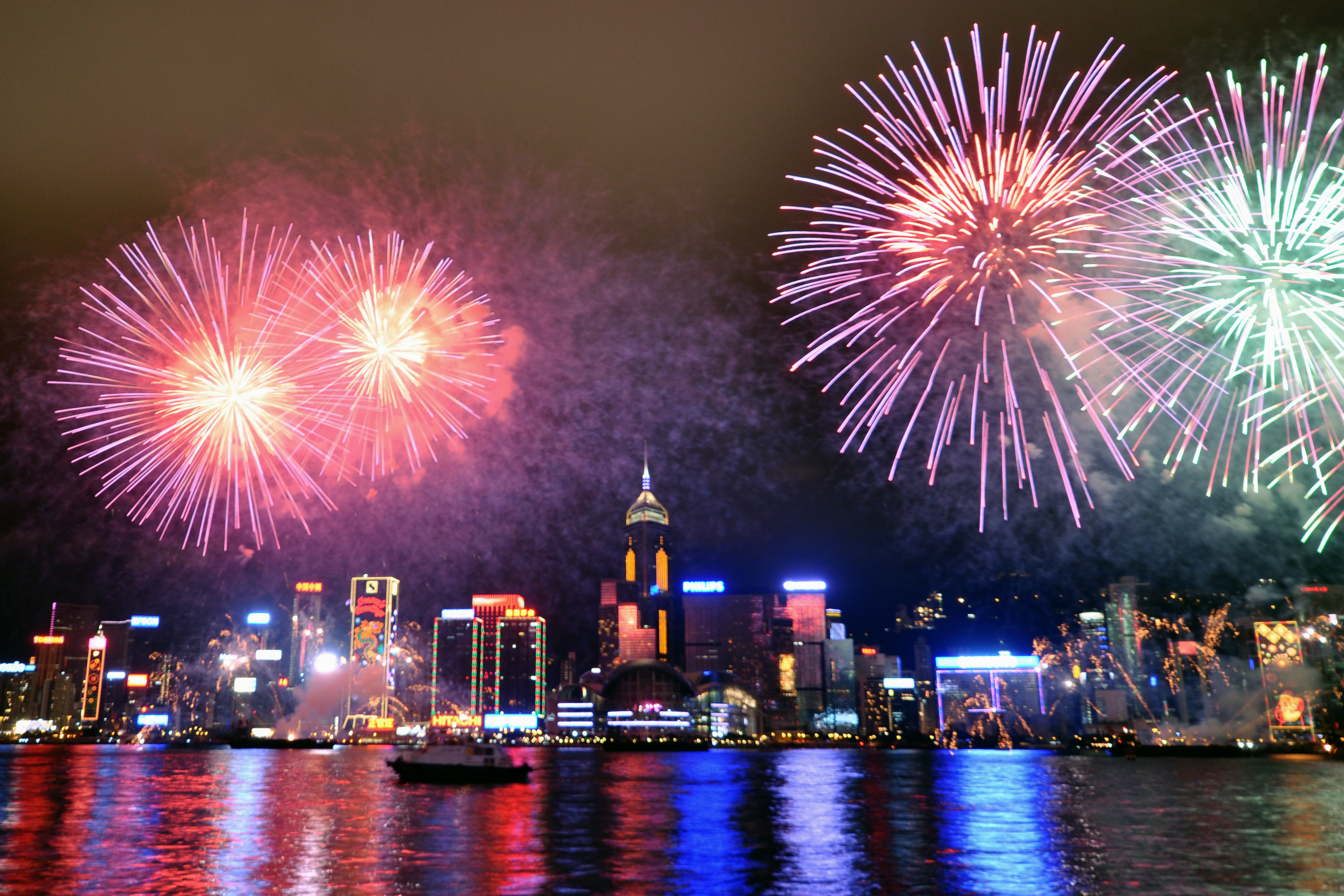
Bắn pháo hoa vào giao thừa âm lịch năm 2012 tại bến cảng Victoria, Hồng Kông

Tại Trung Quốc, mặc dù lễ đón Tết âm lịch không diễn ra đến vài tuần sau Tết dương lịch, lễ đón Tết dương lịch vẫn được tổ chức ở một số khu vực, đặc biệt là Bắc Kinh, Thượng Hải, Quảng Châu và Hạ Môn. Lễ kỉ niệm với pháo hoa và hòa nhạc rock diễn ra ở Công viên Mua sắm Solana Blue Harbor của Bắc Kinh, trong những chương trình văn nghệ và sự kiện khác được tổ chức tại Millennium Monument, Thiên Đàn, Vạn Lý Trường Thành và Di Hòa viên của thành phố. Kể từ 2011, một buổi trình diễn ánh sáng và âm thanh được tổ chức tại Bến Thượng Hải ở Thượng Hải, một vài phút trước nửa đêm.

### Việt Nam
Ngoài Tết âm lịch, Việt Nam cũng tổ chức lễ đón năm mới theo dương lịch tại Hà Nội và Thành phố Hồ Chí Minh và nhiều thành phố lớn khác. Vào Tết dương lịch, Hà Nội có bắn pháo hoa và các địa điểm có bắn pháo hoa khác dịp này gồm Sa Pa, Hải Phòng, Cao Bằng, Nghệ An, Hà Tĩnh, Quảng Bình, Quảng Trị, Huế, Nha Trang, Đà Lạt, Bình Dương, Tây Ninh, Cần Thơ, Phú Quốc. Tuy nhiên trong suốt nhiều năm, giới chức trách chủ yếu tập trung vào Tết âm lịch truyền thống, và đó là một truyền thống lâu đời của người Việt Nam.
Theo phong tục của dân tộc Việt Nam từ cổ xưa, vào lúc tất niên và giao thừa nhà nhà đều cúng lễ ngoài trời và cúng lễ trong nhà chuẩn bị chu đáo để đón người đến xông đất, mang tài thần vào nhà. Giữa ngày 30 (hoặc 29) tháng Chạp và ngày Mồng 1 tháng Giêng, giờ Tý (từ 23 giờ hôm trước đến 1 giờ hôm sau), trong đó, thời điểm bắt đầu giờ Chính Tý (0 giờ 0 phút 0 giây ngày Mồng 1 tháng Giêng) là thời khắc quan trọng nhất của dịp Tết, đánh dấu sự chuyển giao năm cũ và năm mới, được gọi là Giao thừa. Để ghi nhận thời khắc này, người ta thường làm hai mâm cỗ. Một mâm cúng gia tiên tại bàn thờ ở trong nhà mình và một mâm cúng thiên địa ở khoảng sân trước nhà. Một số cộng đồng lấy con hổ là vật thờ thì gọi là cúng Ông Ba Mươi. Một số cộng đồng khác thì có một phần cỗ dành để cúng chúng sinh, cúng những cô hồn lang thang, không nơi nương tựa.
Về phía chính quyền, trong thời khắc giao thừa, các nhà lãnh đạo Việt Nam mà đứng đầu là Chủ tịch nước hoặc Tổng bí thư thường có bài phát biểu chúc Tết trên các kênh phát thanh, truyền hình của Đài Truyền hình Việt Nam và Đài Tiếng nói Việt Nam và được các đài Phát thanh và Truyền hình địa phương tiếp sóng từ 0h - 0h05.